# Ramos da engenharia
Várias são as especialidades/ramos de engenharia. Com o progresso das ciências e das tecnologias que lhes são associadas, mais e mais especialidades continuamente estão a surgir.

## Lista geral de especialidades de engenharia
Nos últimos anos, vários países tem apresentado propostas de padronização e redução de nomenclaturas, ficando a fiscalização a cargo dos Conselhos Profissionais de cada país. Eis, a seguir, uma lista não-exaustiva das especialidades atuais de engenharia:
1. Engenharia acústica
2. Engenharia aeroespacial;
3. Engenharia aeronáutica;
4. Engenharia aeroviária;
5. Engenharia agrícola;
6. Engenharia de agrimensura;
7. Engenharia agronômica;
8. Engenharia de alimentos;
9. Engenharia ambiental;
10. Engenharia de aquicultura
11. Engenharia de áudio;
12. Engenharia de automação
13. Engenharia automóvel (ou automobilística);
14. Engenharia de base;
15. Bioengenharia;
16. Engenharia biofísica (Bioengenharia de solos – BR, Engenharia natural – PT);
17. Engenharia biológica;
18. Engenharia biomédica;
19. Engenharia biônica;
20. Engenharia bioquímica;
21. Engenharia biotecnológica
22. Engenharia canônica;
23. Engenharia cartográfica;
24. Engenharia civil;
25. Engenharia logística;
26. Engenharia civil costeira & portuária;
27. Engenharia computacional;
28. Engenharia de comissionamento;
29. Engenharia de computação;
30. Engenharia de comunicações;
31. Engenharia da concepção e desenvolvimento de produto;
32. Engenharia de controle e automação;
33. Engenharia de custos;
34. Engenharia econômica;
35. Engenharia elétrica;
36. Engenharia eletromecânica;
37. Engenharia eletrônica;
38. Engenharia em Sistemas Digitais;
39. Engenharia de energia;
40. Engenharia de estradas;
41. Engenharia estrutural;
42. Engenharia de exploração;
43. Engenharia ferroviária;
44. Engenharia física;
45. Engenharia florestal;
46. Engenharia genética;
47. Engenharia geofísica;
48. Engenharia geográfica;
49. Engenharia de gestão;
50. Engenharia geológica;
51. Engenharia de hardware;
52. Engenharia hidráulica (ou hídrica);
53. Engenharia humana;
54. Engenharia de informação;
55. Engenharia industrial;
56. Engenharia industrial madeireira;
57. Engenharia de infra-estrutura;
58. Engenharia informática;
59. Engenharia de instrumentação;
60. Engenharia de manutenção;
61. Engenharia matemática;
62. Engenharia de materiais;
63. Engenharia mecânica;
64. Engenharia mecatrônica;
65. Engenharia metalomecânica;
66. Engenharia metalúrgica;
67. Engenharia militar;
68. Engenharia de minas;
69. Engenharia multimédia;
70. Engenharia naval;
71. Engenharia nuclear;
72. Engenharia oceânica;
73. Engenharia óptica (ou ótica);
74. Engenharia de pesca;
75. Engenharia de petróleo;
76. Engenharia petroquímica;
77. Engenharia de plásticos;
78. Engenharia de produção;
79. Engenharia de produção agroindustrial;
80. Engenharia de produção civil;
81. Engenharia de produção mecânica;
82. Engenharia de produção química;
83. Engenharia da qualidade;
84. Engenharia química;
85. Engenharia de Reabilitação;
86. Engenharia de recursos hídricos;
87. Engenharia de requisitos;
88. Engenharia robótica;
89. Engenharia rodoviária;
90. Engenharia sanitária;
91. Engenharia de segurança;
92. Engenharia de segurança do trabalho;
93. Engenharia de serviços;
94. Engenharia de sistemas;
95. Engenharia de software;
96. Engenharia de som e imagem;
97. Engenharia de tecidos;
98. Engenharia de telecomunicações;
99. Engenharia de teleinformática;
100. Engenharia de telemática;
101. Engenharia têxtil;
102. Engenharia de transportes;
103. Engenharia da Usabilidade;
104. Engenharia do entretenimento;
105. Engenharia de embalagens;
106. Engenharia de riscos (Ciências atuariais)
107. Engenharia reversa

## Especialidades em diversos países

### Angola
A Ordem dos Engenheiros de Angola (OEA) reconhece as seguintes especialidades de engenharia:
1. Engenharia civil e geográfica
2. Engenharia informática
3. Engenharia de minas e petróleos
4. Engenharia química
5. Engenharia agronómica e florestas
6. Engenharia Electrónica
7. Engenharia de construção Civil
8. Engenharia electrotécnica
9. Engenharia de Redes e Telecomunicações
10. Engenharia de Telecomunicações
11. Engenharia electrónica e telecomunicações
12. Engenharia Mecanica
13. Engenharia Hidráulica
14. Engenharia Militar
15. Engenharia Naval
16. Engenharia aeronáutica

### Brasil
Em 29 de junho de 2009, o Ministério da Educação brasileiro anunciou uma futura reforma no nome dos cursos de graduação – entre eles, os cursos de Engenharia, que, atualmente, possuem 258 nomenclaturas diferentes. Os nomes dos cursos atuais seriam reduzidos a 22, porém o CREA sugeriu o uso de 28 nomenclaturas:
1. Engenharia Aeronáutica
2. Engenharia Agrícola
3. Engenharia Agronômica
4. Engenharia de Agrimensura e Cartográfica
5. Engenharia de Alimentos
6. Engenharia Ambiental e Sanitária
7. Engenharia Biomédica
8. Engenharia de Bioprocessos
9. Engenharia Civil
10. Engenharia de Computação
11. Engenharia de Controle e Automação
12. Engenharia Elétrica
13. Engenharia Eletrônica
14. Engenharia de Energia
15. Engenharia Florestal
16. Engenharia de Fortificação e Construção
17. Engenharia Mecânica
18. Engenharia Mecânica e de Armamento
19. Engenharia de Materiais
20. Engenharia de Minas
21. Engenharia Metalúrgica
22. Engenharia Naval
23. Engenharia de Pesca
24. Engenharia de Produção
25. Engenharia de Petróleo
26. Engenharia Química
27. Engenharia de Software
28. Engenharia de Telecomunicações

### Moçambique
A Ordem dos Engenheiros de Moçambique (OrdEM) considera as seguintes especialidades de engenharia:
1. Engenharia agronómica
2. Engenharia civil
3. Engenharia eletrotécnica
4. Engenharia mecânica
5. Engenharia química

### Portugal
Em Portugal, o nome de cada curso superior de engenharia é definido pela própria instituição de ensino superior que o oferece. Contudo, a Ordem dos Engenheiros e a Ordem dos Engenheiros Técnicos consideram, respetivamente 12 e 16 especialidades de engenharia. De acordo com o tipo do seu curso superior - que pode ter ou não o mesmo nome da especialidade de inscrição - os profissionais inscrevem-se como engenheiros ou como engenheiros técnicos numa daquelas especialidades.
As especialidades da Ordem dos Engenheiros são:
1. Engenharia física,
2. Engenharia agronómica,
3. Engenharia de ambiente,
4. Engenharia civil,
5. Engenharia eletrotécnica,
6. Engenharia florestal,
7. Engenharia geográfica,
8. Engenharia geológica e de minas
9. Engenharia informática,
10. Engenharia mecânica,
11. Engenharia de materiais,
12. Engenharia naval,
13. Engenharia química e biológica.

As especialidades da Ordem dos Engenheiros Técnicos são:
1. Engenharia agrária,
2. Engenharia de ambiente,
3. Engenharia civil,
4. Engenharia eletrónica e de telecomunicações,
5. Engenharia de energia e sistemas de potência,
6. Engenharia geotécnica,
7. Engenharia geográfica,
8. Engenharia informática,
9. Engenharia mecânica,
10. Engenharia química,
11. Engenharia aeronáutica,
12. Engenharia alimentar,
13. Engenharia da segurança,
14. Engenharia industrial e da qualidade,
15. Engenharia da proteção civil
16. Engenharia de transportes.